# Jan Klimeš
Jan Klimeš (* 24. června 1944 Brno) je bývalý český fotbalista. V sezoně 1977/78 získal mistrovský titul se Zbrojovkou Brno pod vedením Josefa Masopusta. Jeho o dva roky mladší bratr Zdeněk Klimeš hrál ligu za Slavii Praha a Zbrojovku Brno, v sezóně 1976/77 se spolu v několika utkáních potkali na hřišti v dresu Zbrojovky.
V Archivu bezpečnostních složek je veden jako důvěrník Státní bezpečnosti pod krycími jmény Honza a Staňa. Na základě nálezu Ústavního soudu, sp. zn. Pl. ÚS 1/92, neznamená kategorie D (důvěrník) vědomou spolupráci ve smyslu zákona č. 451/1991 Sb. (tzv. lustrační zákon).

## Fotbalová kariéra
S mladším bratrem Zdeňkem hráli fotbal i lední hokej. Před vojnou hrál za KPS Brno, povolávací rozkaz dostal jako fotbalista do Dukly Praha i jako hokejista do Dukly Trenčín. Vybral si fotbal a šel hrál za Duklu Olomouc. Po vojně se vrátil do Královopolské a po roce začal hrát ligu ve VSS Košice. Po roce přestoupil do druholigového Gottwaldova a postoupil s ním do I. ligy.
V roce 1970 vyhrál s Gottwaldovem Československý pohár, v Poháru vítězů pohárů nastoupil ve 3 utkáních, aniž by skóroval. V roce 1971 dal přednost Zbrojovce Brno před Slavií Praha, kde působil jeho bratr Zdeněk. V Brně odehrál 171 prvoligové utkání a dal 4 góly, celkově má v nejvyšší soutěži bilanci 226 utkání a 5 vstřelených gólů. Po odchodu ze Zbrojovky zamířil do druholigového Králova Pole, poté devět let působil v nižších rakouských soutěžích. Po návratu do vlasti začal pracovat jako skaut.

## Ligová bilance
| Ročník                                   | Zápasy | Góly | Minuty | Klub           |
| ---------------------------------------- | ------ | ---- | ------ | -------------- |
| 2. československá fotbalová liga 1962/63 | –      | –    | –      | KPS Brno       |
| 1. československá fotbalová liga 1966/67 | 8      | 0    | –      | VSS Košice     |
| 2. československá fotbalová liga 1967/68 | –      | –    | –      | TJ Gottwaldov  |
| 2. československá fotbalová liga 1968/69 | –      | –    | –      | TJ Gottwaldov  |
| 1. československá fotbalová liga 1969/70 | 27     | 0    | –      | TJ Gottwaldov  |
| 1. československá fotbalová liga 1970/71 | 20     | 1    | –      | TJ Gottwaldov  |
| 1. československá fotbalová liga 1971/72 | 29     | 1    | –      | Zbrojovka Brno |
| 1. československá fotbalová liga 1972/73 | 27     | 1    | –      | Zbrojovka Brno |
| 1. československá fotbalová liga 1973/74 | 20     | 0    | –      | Zbrojovka Brno |
| 1. československá fotbalová liga 1974/75 | 26     | 0    | –      | Zbrojovka Brno |
| 1. československá fotbalová liga 1975/76 | 29     | 2    | –      | Zbrojovka Brno |
| 1. československá fotbalová liga 1976/77 | 19     | 0    | –      | Zbrojovka Brno |
| 1. československá fotbalová liga 1977/78 | 20     | 0    | 1 660  | Zbrojovka Brno |
| Česká národní fotbalová liga 1978/79     | –      | 0    | –      | KPS Brno       |
| 1. LIGA CELKEM                           | 226    | 5    | –      |                |